# Šafránovcovité
Šafránovcovité (Tecophilaeaceae) je čeleď jednoděložných rostlin z řádu chřestotvaré (Asparagales). Některé starší taxonomické systémy řadí zástupce do liliovitých v širším pojetí (Liliaceae s.l.). Někdy je sem řazen i rod Lanaria, který systém APG II řadí do monotypické čeledi Lanariaceae.

## Popis
Jedná se vytrvalé (nikoliv sukulentní) byliny s hlízami. Listy jsou jednoduché, střídavé, někdy shloučené do bazální růžice, spirálně či dvouřadě uspořádané, přisedlé nebo řapíkaté, na bázi s listovými pochvami. Čepele jsou čárkovité až kopinaté, někdy až vejčité či okrouhlé, celokrajné, žilnatina je souběžná. Květy jsou oboupohlavné, uspořádané v květenstvích, v jednoduchých či složených hroznech až kytkách. Okvětí se skládá ze 6 okvětních lístků, které jsou volné či srostlé v okvětní trubku, většinou bílé, žluté, fialové nebo modré barvy. Tyčinek je 6, někdy jsou velmi nestejné, prašníky mohou být srostlé (rod Conanthera). Gyneceum je srostlé ze 3 plodolistů, je synkarpní, semeník je polospodní, vzácněji svrchní. Plodem je tobolka.

## Rozšíření
Je známo 7-9 rodů a asi 23 druhů, jsou rozšířeny v jižní polovině Afriky, v Chile a rod Odontostomum pak v Kalifornii.

## Zástupci
- šafránovec (Tecophilaea)[3]

## Přehled rodů
Conanthera,
Cyanastrum,
Cyanella,
Eremiolirion,
Kabuyea,
Odontostomum,
Tecophilaea,
Walleria,
Zephyra